# Brighton and Rottingdean Seashore Electric Railway

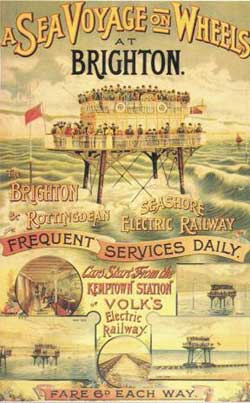
Publicité d'époque, annonçant « une croisière sur roues »

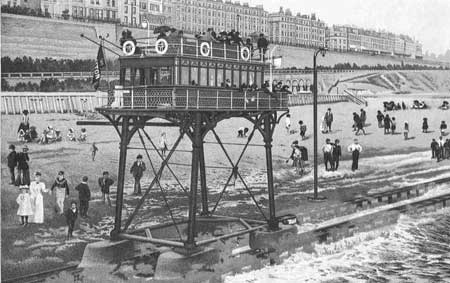
« Pioneer » sur sa voie de 5,50 m

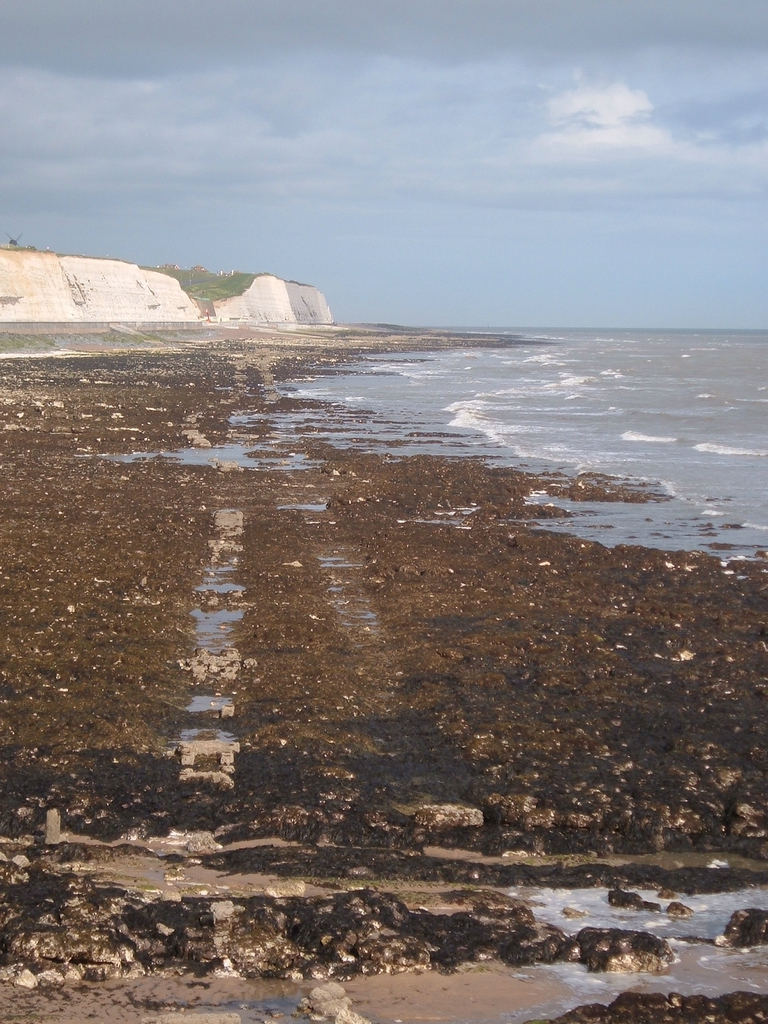
Vestiges de la voie, en 2004

Le « Brighton and Rottingdean Seashore Electric Railway » est un bac sur rails à traction électrique, qui a assuré un service touristique de voyageurs de 1896 à 1901, dans les eaux peu profondes du littoral de la Manche, à Brighton, Angleterre.
Le nom officiel du véhicule était « Pioneer », mais tout le monde avait fini par l'appeler familièrement « Daddy Long Legs », et ce nom lui est resté.
Un tel moyen de transport n'est pas unique, puisqu'il existait, à la même époque, le pont roulant de Saint-Malo à Saint-Servan, resté en service de 1873 à 1923.

## «Daddy Long Legs»
Magnus Volk, son propriétaire, concepteur et ingénieur, avait déjà connu le plein succès avec son plus classique « Volk's Electric Railway », qui n'avait pas pu être prolongé à l'est de Paston Place. La disposition géographique des lieux n'étant pas favorable, Volk décida de construire une ligne à travers les eaux et les vagues, depuis un embarcadère près de Paston Place jusqu'à un second à Rottingdean. 
La voie ferrée était composée de deux voies parallèles de 825 mm, formant ensemble une voie large de 5,50 m hors tout. Les rails étaient posés sur des traverses de béton enchâssées sur le sol rocheux. L'unique voiture à traction électrique, par deux moteurs de 25 ch, était composée d'une plate-forme de 13,70 x 6,70 m, montée sur quatre pieds d'une hauteur de 7 m. Elle pesait 45 t. Le voyage, pour parcourir la ligne d'une longueur de 4,5 km, demandait 35 minutes. En raison des règlements maritimes, un capitaine de marine marchande devait être présent en permanence durant le service, et le véhicule embarquait tous les dispositifs de sécurité obligatoires pour le transport maritime des voyageurs, tels que des canots de sauvetage,.

## Historique
La construction prit deux ans, entre 1894 et 1896. La compagnie ferroviaire ouvrit donc officiellement le 28 novembre 1896, mais les installations furent immédiatement détruites par une tempête, la nuit du 4 décembre suivant. Nullement découragé, Volk s'attela à la reconstruction de son chemin de fer, y compris le Pioneer, qui avait été renversé sur le flanc, et la réouverture put avoir lieu en juillet 1897. 
Ce chemin de fer était populaire, mais il connut de graves difficultés. La voiture était considérablement ralentie à marée haute, et Volk n'avait pas les moyens d'acquérir une motorisation plus puissante. En 1900, on s'aperçut que les brise-lames avaient sapé le sol sous les traverses, et le chemin de fer dut fermer pendant deux mois, le temps d'accomplir les travaux. Immédiatement après, le council décida de construire une barrière de protection des plages, ce qui obligeait Volk à détourner sa ligne autour de la barrière. N'ayant pas l'argent nécessaire pour ces nouveaux travaux, Volk ferma la voie ferrée, non sans avoir tenté une dernière fois de réunir des fonds pour construire un chemin de fer conventionnel sur viaduc, le long de la côte. Le service fut donc interrompu définitivement en 1901 pour la construction de la barrière.
La piste, la voiture et les autres structures furent mises à la ferraille, mais on peut encore voir des restes de quelques traverses de béton à marée basse. Finalement, la ligne du « Volk's Electric Railway » a été prolongée sur la terre ferme, couvrant une partie du même trajet. Elle est encore en service.